# Liste der Baudenkmäler in Eschau (Unterfranken)
Auf dieser Seite sind die Baudenkmäler in dem unterfränkischen Markt Eschau zusammengestellt. Diese Tabelle ist eine Teilliste der Liste der Baudenkmäler in Bayern. Grundlage ist die Bayerische Denkmalliste, die auf Basis des Bayerischen Denkmalschutzgesetzes vom 1. Oktober 1973 erstmals erstellt wurde und seither durch das Bayerische Landesamt für Denkmalpflege geführt wird. Die folgenden Angaben ersetzen nicht die rechtsverbindliche Auskunft der Denkmalschutzbehörde.
 Diese Liste gibt den Fortschreibungsstand vom 16. April 2020 wieder und enthält 28 Baudenkmäler.
In dieser Kartenansicht sind Baudenkmäler ohne Koordinaten mit einem roten bzw. orangen Marker dargestellt und können in der Karte gesetzt werden. Baudenkmäler ohne Bild sind mit einem blauen bzw. roten Marker gekennzeichnet, Baudenkmäler mit Bild mit einem grünen bzw. orangen Marker.

## Baudenkmäler nach Gemeindeteilen

### Eschau
| Lage                                      | Objekt                               | Beschreibung | Akten-Nr.              | Bild           |
| ----------------------------------------- | ------------------------------------ | --- | ---------------------- | -------------- |
| Elsavastraße 63 (Standort)                | Wohnhaus                             | giebelständiger zweigeschossiger Satteldachbau mit teilweise verputztem Fachwerkobergeschoss, Zierfachwerk, 17. Jahrhundert, Erdgeschoss im 19. Jahrhundert verändert | D-6-76-123-2 Wikidata  | BW             |
| Elsavastraße 64 (Standort)                | Ehemalige Kanzlei                    | Hauptgebäude, zweigeschossiger Halbwalmdachbau über hohem Kellersockel mit Freitreppe in Ecklage, unverputztes Bruchsteinmauerwerk mit Werksteingliederungen, Betonung der Mittelachse durch Pilasterrahmungen mit Dreiecksgiebel, schmiedeeiserne Fensterkörbe im Erdgeschoss, historistische Flügeltür, bezeichnet 1842 | D-6-76-123-3 Wikidata  | BW             |
| Elsavastraße 64 (Standort)                | Ehemalige Kanzlei                    | Seitenflügel, schmaler eingeschossiger Satteldachbau, unverputzter Bruchstein mit Werksteinrahmungen, 1. Hälfte 19. Jahrhundert | D-6-76-123-3 Wikidata  | BW             |
| Matzenberg 1 (Standort)                   | Ehemalige Kanzlei                    | Rückgebäude, zweigeschossiger Halbwalmdachbau, unverputzter Bruchstein mit Werksteinkanten und -rahmungen in Ecklage, 1. Hälfte 19. Jahrhundert | D-6-76-123-3 Wikidata  | BW             |
| Elsavastraße 69 (Standort)                | Wohnhaus                             | giebelständiger zweigeschossiger Satteldachbau mit teilweise verputztem Zierfachwerkobergeschoss über Kellersockel, 17./18. Jahrhundert, Erdgeschoss verändert | D-6-76-123-4 Wikidata  | BW             |
| Elsavastraße 71 (Standort)                | Wohnhaus                             | giebelständiger zweigeschossiger Satteldachbau mit teilweise verputztem Zierfachwerkobergeschoss über Kellersockel, 17. Jahrhundert, Erdgeschoss verändert | D-6-76-123-5 Wikidata  | BW             |
| Elsavastraße 83 (Standort)                | Ehemaliges Rathaus                   | aus der Straßenflucht vorstehendes giebelständiges Fachwerkhaus mit Zierfachwerk und Satteldach, kleiner Satteldacherker im Obergeschoss 1978 beschädigt und abgebaut und 2013 wieder angebracht, 17. Jahrhundert (um 1690)                                                                                               | D-6-76-123-6 Wikidata  | BW             |
| Kirchstraße 11 (Standort)                 | Evang.-Luth. Pfarrkirche Ephiphanias | Saalkirche mit eingezogenem gotischem 5/8-Chor und angebauter Sakristei mit Pultdach bezeichnet 1476, Langhaus mit Satteldach und mehrgeschossigem verschiefertem Chorgiebelreiter mit Zwiebelhaube, bezeichnet 1745, teilweise verputztes Bruchsteinmauerwerk mit Werksteinkanten und -rahmungen; mit Ausstattung        | D-6-76-123-7 Wikidata  | weitere Bilder |
| Kirchstraße 11 (Standort)                 | Friedhofsmauer                       | unverputzter Bruchstein mit Rundbogentor, Sandstein, wohl 15. Jahrhundert | D-6-76-123-7 Wikidata  | BW             |
| Kirchstraße 13 (Standort)                 | Hoftor                               | gekrümmter Mauerverlauf mit Rundbogentor und -pforte mit abgefasten Sandsteingewänden, 16./17. Jahrhundert | D-6-76-123-8 Wikidata  | BW             |
| Kreuzgasse 4 (Standort)                   | Wohnhaus                             | zweigeschossiges verputztes Fachwerkhaus mit Satteldach in Ecklage, 17. Jahrhundert | D-6-76-123-9 Wikidata  | BW             |
| Rathausstraße 17; Matzenberg 9 (Standort) | Pfarrhaus                            | freistehendes zweigeschossiges verputztes Fachwerkhaus mit Satteldach über hohem Kellersockel, 17./18. Jahrhundert mit ummauertem Pfarrgarten | D-6-76-123-10 Wikidata | BW             |
| Ringstraße (Standort)                     | Mariensäule                          | Tischsockel mit ionischer Säule und Madonna, Sandstein, bezeichnet 1914 | D-6-76-123-35          | BW             |

### Hobbach
| Lage                       | Objekt                                                                        | Beschreibung | Akten-Nr.              | Bild              |
| -------------------------- | ----------------------------------------------------------------------------- | --- | ---------------------- | ----------------- |
| Bayernstraße 47 (Standort) | Gasthof                                                                       | Gasthaus, freistehender zweigeschossiger Krüppelwalmdachbau mit Fachwerkobergeschoss (Zierfachwerk), Erdgeschoss aus unverputztem Sandsteinmauerwerk mit Werksteinkanten und -rahmungen, 1786, historisierende Erneuerung von Erdgeschoss und Fachwerk 1948                          | D-6-76-123-13 Wikidata | Gasthof           |
| Bayernstraße 47 (Standort) | Austragshaus                                                                  | eingeschossiger Satteldachbau, unverputztes Sandsteinmauerwerk, 2. Hälfte 19. Jahrhundert | D-6-76-123-13 Wikidata | BW                |
| Bayernstraße 47 (Standort) | Scheune                                                                       | zweigeschossiger Satteldachbau mit Fachwerkobergeschoss und Pultdachanbau, 19. Jahrhundert | D-6-76-123-13 Wikidata | BW                |
| Bayernstraße 47 (Standort) | Kleintierstallung                                                             | eingeschossiger Satteldachbau auf schmalem gekrümmtem Grundriss, unverputztes Sandsteinmauerwerk 19. Jahrhundert | D-6-76-123-13 Wikidata | Kleintierstallung |
| Bayernstraße 47 (Standort) | Nebengebäude                                                                  | Remise (?) mit Durchfahrt, eingeschossiger Walmdachbau, unverputztes Sandsteinmauerwerk, 1791 | D-6-76-123-13 Wikidata | BW                |
| Dorfstraße 10 (Standort)   | Alte katholische Filialkirche St. Johann Baptist                              | Saalkirche mit dreiseitigem Chorschluss und Satteldach, vorgestellter Turm auf quadratischem Grundriss mit Portal, oktogonalem Glockengeschoss und verschieferter Zwiebelhaube, Putzfassade mit Werksteingliederungen, bezeichnet 1757–59 von Johann Martin Schmitt; mit Ausstattung | D-6-76-123-11 Wikidata | weitere Bilder    |
| Elsava (Standort)          | St. Nepomuk-Statue, (dahinter die katholische Filialkirche Mariä Heimsuchung) | Sandstein, 1743 | D-6-76-123-14 Wikidata | weitere Bilder    |

### Oberaulenbach
| Lage                                                | Objekt                | Beschreibung | Akten-Nr.              | Bild           |
| --------------------------------------------------- | --------------------- | --- | ---------------------- | -------------- |
| An der Brücke (Standort)                            | Wegkreuz              | Altarsockel mit Kruzifix, Sandstein, bezeichnet 1754 | D-6-76-123-17 Wikidata | BW             |
| Diedersberg, ca. 250 m nördlich des Schlosses ()    | Wolfsgrube            | gemauerter runder 4 m tiefer und 1,60 m weiter Schacht, 17./18. Jahrhundert nicht nachqualifiziert, im Bayerischen Denkmal-Atlas nicht kartiert | D-6-76-123-29 Wikidata |                |
| Schloß Oberaulenbach (Standort)                     | Schloss Oberaulenbach | Wasserschloss, Hauptgebäude, dreigeschossiger Satteldachbau mit Zierfachwerkobergeschoss, Satteldach mit geschweiften Blendgiebeln und dreigeschossigen erkerartigen Anbauten mit Blendgiebeln entlang der Traufseiten, zum Hof Treppenturm mit Zierfachwerkobergeschoss und verschieferter Glockenhaube, Putzfassade mit Werksteingliederungen, Renaissance, 1579 und 1589, im Kern Anfang 15. Jahrhundert, 1912 Umbau | D-6-76-123-16 Wikidata | weitere Bilder |
| Schloß Oberaulenbach (Standort)                     | Schloss Oberaulenbach | Ökonomiegebäude, dreiseitig um einen Hof gruppierte verputzte Massivbauten mit Sattel- bzw. Halbwalmdächern, 18. Jahrhundert, Ausbau eines Flügelkopfes zum zweigeschossigen Verwalterwohnhaus, 1. Hälfte 20. Jahrhundert | D-6-76-123-16 Wikidata | weitere Bilder |
| Schloß Oberaulenbach (Standort)                     | Schloss Oberaulenbach | Zwingermauern, Anfang 15. Jahrhundert | D-6-76-123-16 Wikidata | BW             |
| Schloß Oberaulenbach (Standort)                     | Schloss Oberaulenbach | Brücke, 1788 | D-6-76-123-16 Wikidata | weitere Bilder |
| Schloß Oberaulenbach (Standort)                     | Schloss Oberaulenbach | im Hof Marienstatue, 1756 | D-6-76-123-16 Wikidata | weitere Bilder |
| Schloß Oberaulenbach (Standort)                     | Schloss Oberaulenbach | äußere Mauereinfriedung, 18.–20. Jahrhundert | D-6-76-123-16 Wikidata | weitere Bilder |
| Schloß Oberaulenbach, Straße nach Unteraulenbach () | Bildstock             | Tischsockel mit Kruzifix, Sandstein, wohl 2. Hälfte 18. Jahrhundert nicht nachqualifiziert, im Bayerischen Denkmal-Atlas nicht kartiert | D-6-76-123-15 Wikidata |                |

### Sommerau
| Lage                                                           | Objekt                                                | Beschreibung | Akten-Nr.              | Bild           |
| -------------------------------------------------------------- | ----------------------------------------------------- | --- | ---------------------- | -------------- |
| Elsavastraße 111 (Standort)                                    | Wasserschloss                                         | Wasserburganlage, viereckiger Bering mit Ecksporen, mittelalterlich, Nordflügel bezeichnet 1613, Ostflügel 1969 erneuert, zugehöriger Park | D-6-76-123-18 Wikidata | Wasserschloss  |
| Elsavastraße 119 (Standort)                                    | Gutshof der Kottwitz (später Freiherrn von Mairhofen) | Gutshaus, zweigeschossiger Satteldachbau mit verputztem Fachwerkobergeschoss in Ecklage, Nordgiebel massiv erneuert, hofseitig Freitreppe mit Rundbogenportal und Wappen, Sandstein bezeichnet 1575 | D-6-76-123-19 Wikidata | weitere Bilder |
| Elsavastraße 119 (Standort)                                    | Gutshof der Kottwitz                                  | Seitenflügel, zweigeschossiger Satteldachbau, verputztes Mauerwerk mit rundbogigen Fenstern im Erdgeschoss, 19. Jahrhundert; verändert | D-6-76-123-19 Wikidata | weitere Bilder |
| Elsavastraße 117 (Standort)                                    | Gutshof der Kottwitz                                  | Scheune, eingeschossiger unverputzter Sandsteinbau mit Satteldach, 19. Jahrhundert | D-6-76-123-19 Wikidata | weitere Bilder |
| Elsavastraße 117 (Standort)                                    | Gutshof der Kottwitz                                  | Hofmauer mit Rundbogentor, Pforte und bekrönendem Wappenlöwen, Sandstein, bezeichnet 1581 | D-6-76-123-19 Wikidata | weitere Bilder |
| Elsavastraße 123 (Standort)                                    | Ehemalige Schule (bis 1959)                           | traufständiges zweigeschossiges Fachwerkhaus über massivem unverputztem Kellerhanggeschoss mit Sandsteinrahmungen, Halbwalmdach, 1. Hälfte 19. Jahrhundert | D-6-76-123-21 Wikidata | weitere Bilder |
| Elsavastraße 124, 126 (Standort)                               | Gutshaus der Fechenbach                               | ehemals der Freiherrn von Fechenbach, giebelständiger zweigeschossiger Krüppelwalmdachbau, verputztes Mauerwerk mit Werksteinkanten und -rahmungen, Rundbogenportal zum Hof, Renaissance, 16. Jahrhundert, verändert im 18. Jahrhundert, Flachsatteldachanbau mit bekrönenden Vasen, Ende 18. Jahrhundert, ummauerter Garten | D-6-76-123-20 Wikidata | weitere Bilder |
| Elsavastraße 125 (Standort)                                    | Katholische Pfarrkirche St. Laurentius                | dreischiffige Staffelhalle mit eingezogenem 5/8-Chor und angedeutetem Querschiff, Schiefersatteldach, unverputztes Sandsteinquadermauerwerk mit umlaufenden neugotischen Strebepfeilern und Maßwerkfenstern, starke Betonung der asymmetrischen Eingangsfassade durch seitlichen Glockenturm mit verschiefertem Pyramidenhelm und gegenüberliegendem kleineren Turm mit verschieferter Schweifhaube, dazwischen Giebel mit großer Treppenanlage zur offenen Eingangshalle und dominierender Maßwerkrosette, Ludwig Becker, neugotisch, 1913–1923; an den Außenseiten Anbringung von Epitaphien des alten Friedhofes, Sandstein, 16.–19. Jahrhundert | D-6-76-123-22 Wikidata | weitere Bilder |
| Elsavastraße 183 (Standort)                                    | Wohnhaus                                              | traufständiges zweistöckiges Fachwerkhaus über hohem Kellersockel mit Tordurchfahrt und Satteldach, 1. Hälfte 19. Jahrhundert, im Kellersockel vermauertes Bildstockrelief 'Kreuzigungsgruppe', Sandstein, 17. Jahrhundert | D-6-76-123-23 Wikidata | BW             |
| Kirchengrund (Standort)                                        | Bildstock                                             | Bildhäuschen mit eingestellter Sandsteinfigur des hl. Wendelin, Sandsteinsockel und Backstein, 1929 | D-6-76-123-26 Wikidata | BW             |
| Pfarrer-Schnall-Straße 4 (Standort)                            | Ehemalige Katholische Pfarrkirche St. Laurentius      | seit 1923 profaniert, Saalkirche mit geradem gotischem Chorschluss, Maßwerkfenster und Satteldach, verschieferter Giebelreiter mit Spitzhelm über Dreiecksgiebeln, verputztes Mauerwerk mit Werksteinkanten und -rahmungen, 14. Jahrhundert, Chor 15./16. Jahrhundert, Umgestaltung 1733 | D-6-76-123-24 Wikidata | weitere Bilder |
| Sankt-Laurentius-Straße 4 (Standort)                           | Friedhofskreuz                                        | Tischsockel mit Kruzifix, Sandstein, bezeichnet 1835, erneuerter Metall-Korpus (Orig. Sandstein-Korpus in der Aussegnungshalle), 1. Hälfte 20. Jahrhundert | D-6-76-123-25 Wikidata | BW             |
| Sankt-Laurentius-Straße 4, vormals Elsavastraße 111 (Standort) | Säulenbildstock                                       | mit Pietà, bezeichnet 1751 (2013 restauriert und neuer Standort auf dem Friedhof Sommerau) | D-6-76-123-18 Wikidata | weitere Bilder |

### Wildensee
| Lage                   | Objekt   | Beschreibung | Akten-Nr.              | Bild |
| ---------------------- | -------- | --- | ---------------------- | ---- |
| Wildensee 8 (Standort) | Gasthaus | freistehender zweigeschossiger Halbwalmdachbau mit Zierfachwerk-Obergeschoss, Erdgeschoss aus unverputztem Ziegelmauerwerk mit rustizierten Sandsteinkanten und rundbogigen Fensterrahmungen, Kellerhanggeschoss aus rustiziertem Sandsteinmauerwerk, 1909 nicht nachqualifiziert, im Bayerischen Denkmal-Atlas nicht kartiert | D-6-76-123-27 Wikidata | BW   |

### Wildenstein
| Lage                         | Objekt                     | Beschreibung | Akten-Nr.              | Bild |
| ---------------------------- | -------------------------- | --- | ---------------------- | ---- |
| Wildensteiner Hof (Standort) | Ruine der Burg Wildenstein | Bruchsteinmauerwerk zum Teil mit Buckelquadern u. Werksteinen; bergfriedartiger Mauerturm auf quadratischem Grundriss mit Konsolfries, 14./15. Jahrhundert Zinnenkranz neu; Steingebäude, Reste vom gewölbten Keller- und Erdgeschoss; Torbau, Erdgeschossreste mit zwei Torbögen, 14./15. Jahrhundert; Ringmauer, teilweise Buckelquadermauerwerk, 13. Jahrhundert; Zwingermauer, 14./15. Jahrhundert mit dem davor liegenden in den Fels gehauenen Halsgraben | D-6-76-123-28 Wikidata | BW   |